# Geshe

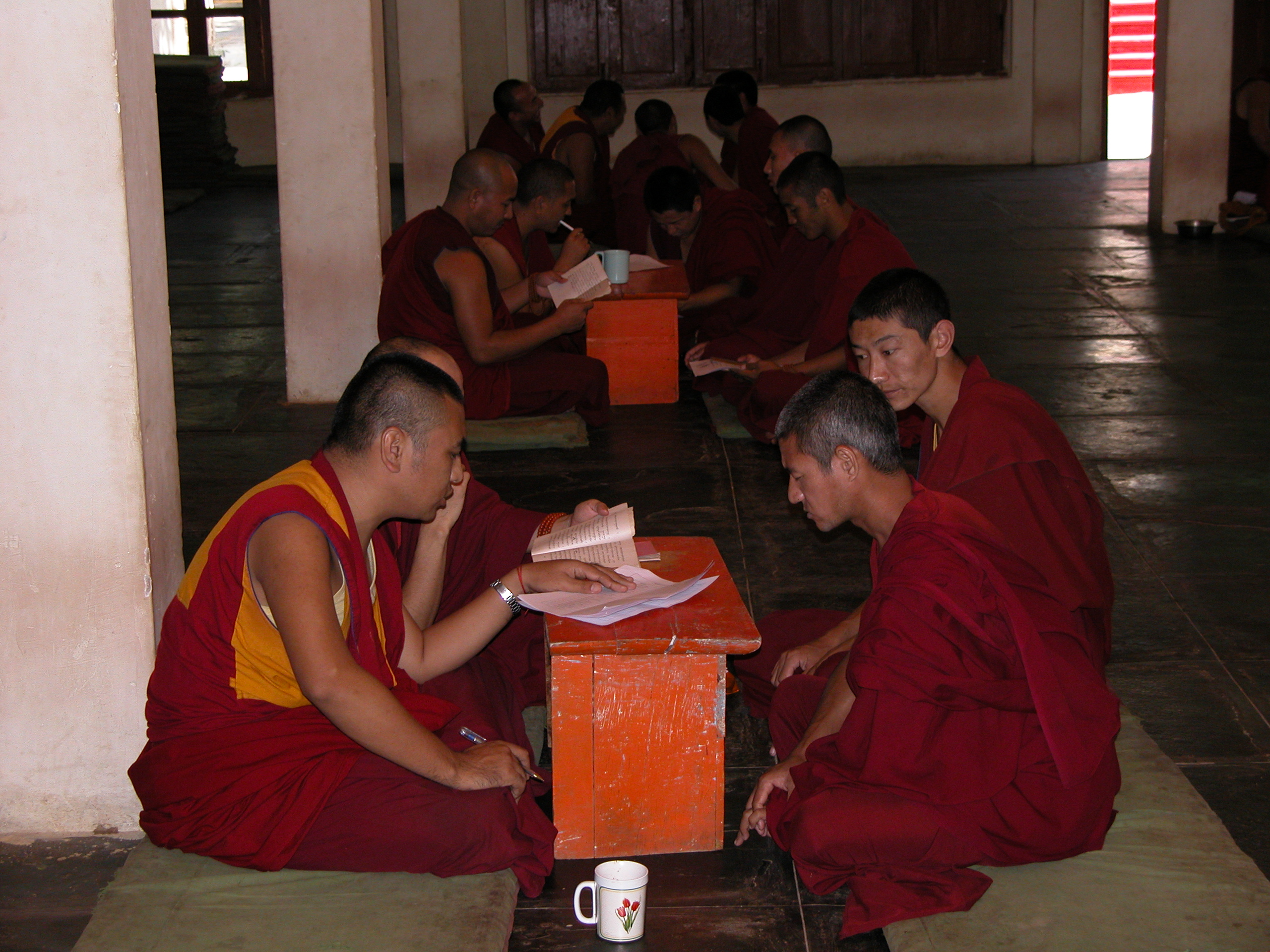
Mönche bei der Vorbereitung zur Prüfung zum Geshe in Mundgod, Karnataka, Indien

Geshe (tibetisch དགེ་བཤེས། Wylie dge bshes) ist die Bezeichnung eines buddhistischen Gelehrtengrades im tibetischen Buddhismus (Lamaismus).
Ein Geshe hat das Wissen des Buddhismus studiert und ist ein Spezialist für Logik, Texte, Rituale und korrekte Abläufe; Geshes sind die Hüter des buddhistischen Wissens.
Das Geshe-Studium endet mit einem von vier Geshe-Graden, aufsteigend sind das Dorampa, Lingtse, Tsorampa und Lharampa. Die Ausbildung für den höchsten Grad dauert etwa 20 Jahre und wird nach einer Reihe jährlich abzulegender Examen, welche unter anderem die Fähigkeit des Kandidaten zur dialektischen Debatte über alle Bereiche buddhistischer Theologie und Philosophie unter Beweis stellen sollen, verliehen. Hierzu werden traditionell sechs Abteilungen des Studiums durchlaufen:
- Die Lehren der transzendenten Weisheit Prajnaparamita
- Die Lehren zum Mittleren Weg Madhyamika
- Die buddhistische Logik Pramana
- Die Lehren zur Disziplin Vinaya
- Die Lehren zum höheren Wissen Abhidharma

Eine wichtige Rolle bei der Ausbildung spielen dabei die philosophischen Streitgespräche zwischen den Studierenden.
Wenn man ein tantrisches College besucht, kann man den Titel Geshe Ngagrampa erwerben.
Die Ausbildung zum buddhistischen Gelehrten (Geshe) findet in tibetischen Klosteruniversitäten statt. Am renommiertesten sind die riesigen Klosteruniversitäten von Sera Je und Sera Me, Ganden, Drepung (alle nahe Lhasa) sowie Tashilhunpo, die allesamt unter der Ägide der Gelug-Schule stehen, aber von begabten Mönchen aller Schulen besucht werden. Diese großen Klöster sind eine Art Elite-Universitäten, die die Gelehrten aller Klöster ausbilden.
Seit der chinesischen Okkupation entstanden in Südindien gleichnamige Klosteruniversitäten, die heute den Grundstein buddhistischer Gelehrsamkeit bilden und von tausenden Mönchen besucht werden. Nach dem Studium kehren die meisten dieser Mönche in ihre Heimatklöster zurück und sind dort fortan Gelehrte für die Mönche in Tibet.
Der Geshe-Grad in der Sakya-Tradition entwickelte sich in Anlehnung an den Ka-shi- bzw. Ka-chu-Grad der Sakya-Schule, welcher in den Sakya-Klöstern in Samphu, Kyormolung und Dewachen (später Ratö) erworben wurde. In der Kagyü-Schule nennt man die ausgebildeten Gelehrten Khempo, eine Bezeichnung, die in der Gelug-Schule wiederum einen Abt bezeichnet.
Ein Geshe ist ein Gelehrter, kein spiritueller Meister (Lama). Ein Lama verfügt über spirituelle Erfahrung (oder Einsicht), mit der er oder sie die geistige Entwicklung der Schülerinnen und Schüler fördert. Für die Bezeichnung Lama gibt es im Prinzip keine offiziellen Titelzuweisungen, wenngleich Klosteruniversitäten Mönche mit besonderen Qualitäten, ungeachtet ihrer Bildung (also Geshe oder nicht) zu Lamas ernennen (Lama-Tongo). Auch Lamas und Rinpoches (Tulkus, wiedergeborene Meister) absolvieren oft die traditionelle Ausbildung zum Geshe (zum Beispiel ist der 14. Dalai Lama auch ein Geshe Lharampa), doch spielt dies keine besondere Rolle für die Stellung, die sie als Lama einnehmen. Infolge des Religionsverbots während der Kulturrevolution findet man beispielsweise in Tibet Tulkus, die als Lamas hochverehrt sind, gleichwohl sie (in diesem Leben) keine Ausbildung erhalten haben.
Im April 2011 verlieh das Institute for Buddhist Dialectical Studies (IBD) in Dharamsala, Indien, den Titel geshe an Kelsang Wangmo, eine deutsche Nonne, die so zu weltweit ersten geshema wurde.
2013 nahmen erstmals tibetische Frauen an Geshe-Examina teil.
2016 wurden 20 tibetische Nonnen zu den ersten tibetischen Frauen, die den geshema Grad erhielten. Der geshema Grad ist der gleiche Grad wie der geshe Grad, aber wird so genannt, weil der geshema Grad an Frauen verliehen wird.